# Principios de jurisprudencia islámica
Los principios de jurisprudencia islámica', también conocidos como uṣūl al-fiqh' (en árabe: أصول الفقه‎, lit. raíces de jurisprudencia), son metodologías tradicionales principios utilizados en la jurisprudencia islámica (fiqh) para derivar las decisiones de sharía.
La teoría tradicional de la jurisprudencia islámica elabora cómo las escrituras (Corán y hadiz) deben interpretarse desde el punto de vista de la lingüística y la retórica. También incluye métodos para establecer la autenticidad de hadiz y para determinar cuándo la fuerza legal de un pasaje de las Escrituras es  abrogado por un pasaje revelado en una fecha posterior. Además del Corán y el hadiz, el La teoría clásica de la jurisprudencia sunita reconoce otras dos fuentes de derecho: consenso jurídico (ijmaʿ) y razonamiento analógico (qiyas). Por lo tanto, estudia la aplicación y los límites de la analogía, así como el valor y los límites del consenso, junto con otros principios metodológicos, algunos de los cuales son aceptados solo por ciertas escuelas jurídicas (madāhib). Este aparato interpretativo se reúne bajo la rúbrica de ijtihad, que se refiere al esfuerzo de un jurista en un intento de llegar a un fallo sobre una cuestión en particular.
La teoría de la jurisprudencia imamí es paralela a la de las escuelas sunitas con algunas diferencias, como el reconocimiento de la razón (ʿaql) como fuente de derecho en lugar de' 'qiyas' 'y extensión de las nociones de hadiz y sunnah para incluir tradiciones de Imamíes .

## Etimología
Uṣūl al-fiqh es una construcción genitiva con dos términos árabes, uṣūl y fiqh. Uṣūl significa raíces o bases. Fiqh se refiere lingüísticamente al conocimiento, la comprensión profunda o la comprensión. En el contexto de la ley islámica, se refiere a la jurisprudencia islámica tradicional.

## Descripción general
Los juristas clásicos sostuvieron que la razón humana es un regalo de Dios que debe ejercerse a su máxima capacidad. Sin embargo, creían que el uso de la razón por sí sola es insuficiente para distinguir el bien del mal, y esa argumentación racional debe extraer su contenido del cuerpo de conocimiento trascendental revelado en el Corán y a través de la sunnah de Muhammad.

## Escuelas de derecho

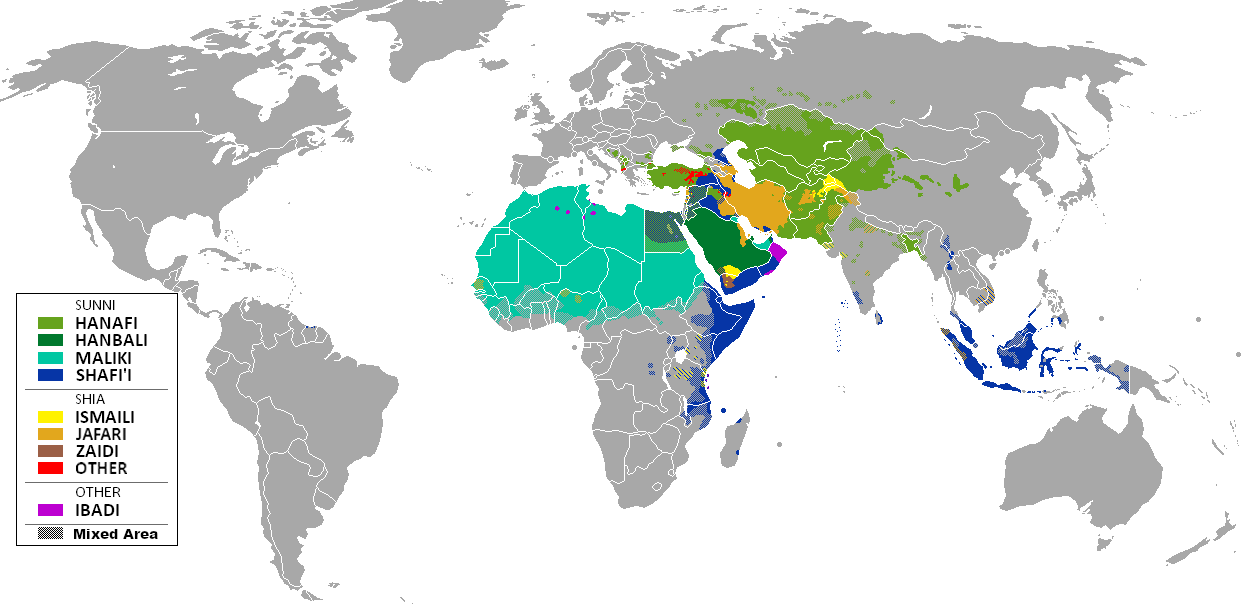
Escuelas de jurisprudencia islámica en el mundo musulmán.